# ウォリック・ダン
ウォリック・ダン（Warwick Dunn 1975年1月5日- ）はルイジアナ州バトンルージュ出身のアメリカンフットボール選手。NFLのタンパベイ・バッカニアーズ、アトランタ・ファルコンズで1997年から2008年までプレーした。ポジションはランニングバック。プロボウルに3回選ばれている。

## 経歴

### プロ入りまで
6人兄弟の長男として生まれた。警官であった彼の母親はシングルマザーであり女手1つで6人の子供を育てていた。
高校時代はクォーターバック、コーナーバック、ランニングバックとしてプレーした。高校3年次にはUSAトゥデイよりオールアメリカンに選ばれた。
ウォリックが18歳の誕生日を迎えた2日後の1993年1月7日に母親が強盗の凶弾に倒れた。この事件では2人に死刑判決が、3人が刑務所に送られた。その後バトンルージュの慈善団体から家族が支援を受けたことがダンがチャリティーに力を注ぐ大きな要因となった。2007年にダンは刑務所に収監された犯人の1人と面会している。
母親を亡くした直後に彼に会ったボビー・ボウデンフロリダ州立大学ヘッドコーチは彼を気に入り、彼は同大学に進学した。1995年には大学記録となる1,418ヤードを走ってサミー・スミスが1987年に作った1,230ヤードの大学記録を更新した。また通算3,959ヤードの大学ラッシング記録を作った。3年連続でシーズン1000ヤードラッシングを記録したのも同大学で唯一の記録となっている。アトランティック・コースト・カンファレンスのオールチームに3回選ばれた。陸上競技でも活躍し、AP通信により400メートルリレー走のオールアメリカンに選ばれている。
1995年1月2日のフロリダ大学とのシュガーボウルではランで58ヤード、9回のレシーブで51ヤード、73ヤードのタッチダウンパスを投げて23-17の勝利に貢献した。

### NFL
1997年のNFLドラフトで背の低い彼はそれほど高い評価を受けていなかったがトニー・ダンジーヘッドコーチのタンパベイ・バッカニアーズ
に1巡全体12位で指名された。トレーニングキャンプを5日間ホールドアウトし7月24日、6年886万ドル（350万ドルのサインボーナスを含む）で契約を結んだ。
開幕戦のデトロイト・ライオンズ戦で130ヤードを走り、バッカニアーズの選手としては前年9月15日のレジー・ブルックス以来の100ヤードラッシングをマークした。この年バッカニアーズのチーム記録となる76ヤードのランを記録した。NFL攻撃部門最優秀新人選手に選ばれると共にプロボウルにも選ばれた。バッカニアーズ在籍中、1998年と2000年に1,000ヤードラッシャーとなり、2000年には2度目のプロボウルに選ばれた。
2002年にフリーエージェントとなった彼はアトランタ・ファルコンズと6年2850万ドルの契約（650万ドルのサインボーナスを含む）を結んだ。
2003年11月、左足を痛めて故障者リスト入りした。シーズン絶望となる前、11試合に出場しチームトップの672ヤードを走るとともにレシーブで336ヤードを獲得、5タッチダウンをあげていた。
2004年にはT・J・ダケットと併用され1,106ヤード、9タッチダウンをあげて、チームをNFCチャンピオンシップゲームに導いた。
2005年には1,416ヤードを走り、自身3度目のプロボウルに選出された。2006年10月15日のニューヨーク・ジャイアンツ戦ではファルコンズ記録となる90ヤードのタッチダウンランを決めた。
2006年にはマイケル・ヴィックと共に1,000ヤード以上を走った。
2007年にエースQBのバイロン・レフトウィッチが足首の故障で戦線離脱した際にはジョーイ・ハリントン、クリス・レッドマンに次ぐ第3QBとしてもロースターに連なった。11月22日のインディアナポリス・コルツ戦でNFL史上22人目となる通算ラッシング10,000ヤードを達成した。この年チーム成績は不振を極め、12月に彼はこのまま引退したくないと語った。
ファルコンズでは2004年から2007年まで4年連続チームのリーディングラッシャーとなったが、2008年3月3日、前日にサンディエゴ・チャージャーズの控えRBマイケル・ターナーを獲得したファルコンズに解雇を希望し、同月11日、推定2年600万ドルで古巣のタンパベイ・バッカニアーズと契約を結んだ。2008年シーズンはアーネスト・グラハムと併用されていた彼は、グラハムがシーズン絶望となった後のデトロイト・ライオンズ戦で14回のランで90ヤードを獲得、1タッチダウンをあげて17点差からの逆転勝利に貢献した。この年チームトップの786ヤードを走り、チーム2位の47レシーブをマーク
このシーズン平均4.2ヤードを走ったものの、ラヒーム・モリスヘッドコーチが就任し若返りを目指すチームの方針から、2009年2月25日、デリック・ブルックス、ケイト・ジュンらと共にチームから解雇された。
ランで10,967ヤードを走ると共にレシーブでも4,339ヤードを獲得している。NFL史上6人しかいないラン10,000ヤード以上、レシーブ500回以上を達成した選手の1人である。

### 現役引退後
2009年6月にはアフガニスタンのバグラム空軍基地を慰問のため訪問した。同年12月17日、アトランタ・ファルコンズのオーナーシップの一部を獲得した。

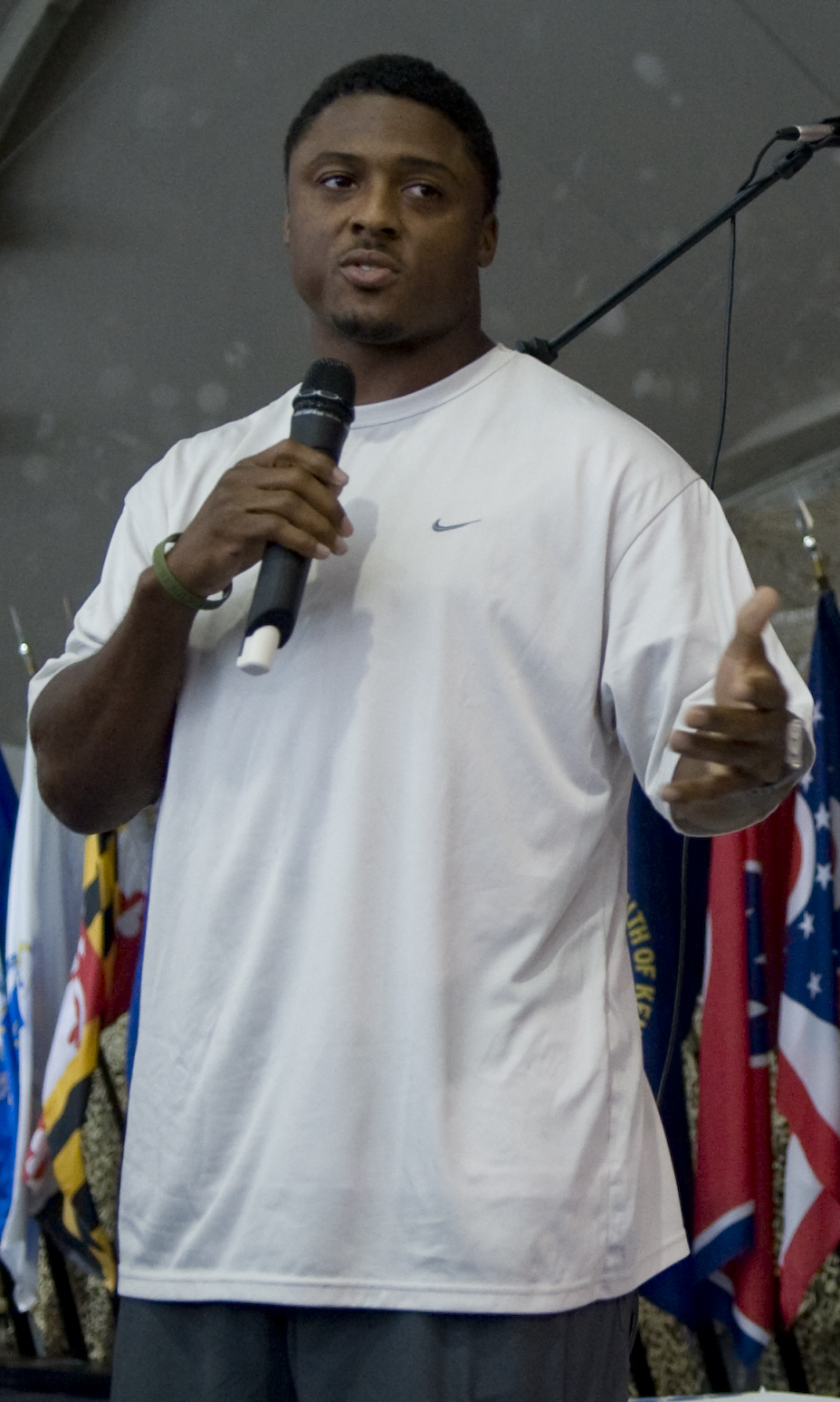
バグラム空軍基地を訪問したダン

## 人物
チャリティ活動に力を入れており、2002年にウォリック・ダン基金を設立、アトランタ、バトンルージュ、タンパ、タラハシーのシングルペアレントの家族に対する支援を行っている。2005年にはウォルター・ペイトン・マン・オブ・ザ・イヤーに選ばれた。
2005年には、ハリケーン・カトリーナの被災者を支援するためにニューオーリンズ・セインツ以外の全チームに所属する選手に対して最低5000ドルを寄付するよう訴えた。
またビル・クリントン元アメリカ合衆国大統領からGiant Steps Awardを受賞している。
2007年にはアンドレ・アガシ、モハメド・アリ、ランス・アームストロング、ジェフ・ゴードン、ミア・ハム、トニー・ホーク、アンドレア・イエガー、ジャッキー・ジョイナー＝カーシー、マリオ・ルミュー、アロンゾ・モーニング、カル・リプケン・ジュニアと共にathlete for HOPEというサイトを立ち上げた。
2009年にはバート・スター賞を受賞した。
2011年5月にはドラッグや銃の密売人と誤解されて、警察官に運転している車から降りるように命じられた。背景にはアメリカ合衆国の人種差別が根ざしていると疑われる。